# Lijst van afleveringen van Unbreakable Kimmy Schmidt
De lijst met afleveringen van de Amerikaanse televisieserie Unbreakable Kimmy Schmidt. De serie telt 4 seizoenen (2015-2019), met als hekkesluiter een special uit 2020. Een overzicht van alle afleveringen is hieronder te vinden.

## Seizoen 1 (2015)
| Nr. | #  | Titel                       | Regisseur            | Schrijver(s)                   |
| --- | -- | --------------------------- | -------------------- | ------------------------------ |
| 1   | 1  | Kimmy Goes Outside!         | Tristram Shapeero    | Tina Fey & Robert Carlock      |
| 2   | 2  | Kimmy Gets a Job!           | Tristram Shapeero    | Sam Means                      |
| 3   | 3  | Kimmy Goes on a Date!       | Beth McCarthy-Miller | Jack Burditt & Robert Carlock  |
| 4   | 4  | Kimmy Goes to the Doctor!   | Tristram Shapeero    | Jack Burditt & Tina Fey        |
| 5   | 5  | Kimmy Kisses a Boy!         | Linda Mendoza        | Allison Silverman              |
| 6   | 6  | Kimmy Goes to School!       | Michael Engler       | Dan Rubin & Lon Zimmet         |
| 7   | 7  | Kimmy Goes to a Party!      | Nicole Holofcener    | Robert Carlock                 |
| 8   | 8  | Kimmy Is Bad at Math!       | Michael Engler       | Meredith Scardino              |
| 9   | 9  | Kimmy Has a Birthday!       | Todd Holland         | Jack Burditt                   |
| 10  | 10 | Kimmy's in a Love Triangle! | Jeff Richmond        | Azie Dungey & Lauren Gurganous |
| 11  | 11 | Kimmy Rides a Bike!         | Beth McCarthy-Miller | Sam Means & Allison Silverman  |
| 12  | 12 | Kimmy Goes to Court!        | Ken Whittingham      | Emily Altman & Jack Burditt    |
| 13  | 13 | Kimmy Makes Waffles!        | Tristram Shapeero    | Robert Carlock & Sam Means     |

## Seizoen 2 (2016)
| Nr. | #  | Titel                          | Regisseur            | Schrijver(s)                  |
| --- | -- | ------------------------------ | -------------------- | ----------------------------- |
| 14  | 1  | Kimmy Goes Roller Skating!     | Tristram Shapeero    | Tina Fey                      |
| 15  | 2  | Kimmy Goes on a Playdate!      | Jeff Richmond        | Robert Carlock                |
| 16  | 3  | Kimmy Goes to a Play!          | Linda Mendoza        | Sam Means                     |
| 17  | 4  | Kimmy Kidnaps Gretchen!        | Robert Carlock       | Allison Silverman             |
| 18  | 5  | Kimmy Gives Up!                | Ken Whittingham      | Josh Siegal & Dylan Morgan    |
| 19  | 6  | Kimmy Drives a Car!            | Shawn Levy           | Dan Rubin                     |
| 20  | 7  | Kimmy Walks Into a Bar!        | Maggie Carey         | Leila Starchan                |
| 21  | 8  | Kimmy Goes to a Hotel!         | Steve Buscemi        | Tina Fey & Sam Means          |
| 22  | 9  | Kimmy Meets a Drunk Lady!      | Claire Scanlon       | Meredith Scardino             |
| 23  | 10 | Kimmy Goes to Her Happy Place! | John Riggi           | Emily Altman & Robert Carlock |
| 24  | 11 | Kimmy Meets a Celebrity        | Tristram Shapeero    | Josh Siegal & Dylan Morgan    |
| 25  | 12 | Kimmy Sees a Sunset!           | Beth McCarthy-Miller | Azie Dungey & Dan Rubin       |
| 26  | 13 | Kimmy Finds Her Mom!           | Michael Engler       | Tina Fey & Sam Means          |

## Seizoen 3 (2017)
| Nr. | #  | Titel                           | Regisseur            | Schrijver(s)                          |
| --- | -- | ------------------------------- | -------------------- | ------------------------------------- |
| 27  | 1  | Kimmy Gets Divorced?!           | Tristram Shapeero    | Robert Carlock & Meredith Scardino    |
| 28  | 2  | Kimmy's Roommate Lemonades!     | Tristram Shapeero    | Tina Fey & Sam Means                  |
| 29  | 3  | Kimmy Can't Help You!           | Don Scardino         | Allison Silverman                     |
| 30  | 4  | Kimmy Goes to College!          | Gail Mancuso         | Dan Rubin                             |
| 31  | 5  | Kimmy Steps on a Crack!         | Jeff Richmond        | Leila Strachan                        |
| 32  | 6  | Kimmy is a Feminist!            | Don Scardino         | Grace Edwards & Sam Means             |
| 33  | 7  | Kimmy Learns About the Weather! | Claire Scanlon       | Lauren Gurganous & Meredith Scardino  |
| 34  | 8  | Kimmy Does a Puzzle!            | Beth McCarthy-Miller | Tina Fey                              |
| 35  | 9  | Kimmy Goes to Church!           | Jaffar Mahmood       | Azie Dungey & Max Werner              |
| 36  | 10 | Kimmy Pulls Off a Heist!        | Claire Scanlon       | Nick Bernardone & Bridger Winegar     |
| 37  | 11 | Kimmy Googles the Internet!     | Michael Engler       | Dan Rubin & Leila Strachan            |
| 38  | 12 | Kimmy and the Trolley Problem!  | Robert Carlock       | Sam Means                             |
| 39  | 13 | Kimmy Bites an Onion!           | Ken Whittingham      | Meredith Scardino & Allison Silverman |

## Seizoen 4 (2018-2019)
| Eerste deel | Eerste deel | Eerste deel                           | Eerste deel          | Eerste deel                                        |
| Nr.         | #           | Titel                                 | Regisseur            | Schrijver(s)                                       |
| ----------- | ----------- | ------------------------------------- | -------------------- | -------------------------------------------------- |
| 40          | 1           | Kimmy Is... Little Girl, Big City!    | Tristram Shapeero    | Sam Means                                          |
| 41          | 2           | Kimmy Has a Weekend!                  | Tristram Shapeero    | Dan Rubin                                          |
| 42          | 3           | Party Monster: Scratching the Surface | Rhys Thomas          | Meredith Scardino                                  |
| 43          | 4           | Kimmy Disrupts the Paradigm!          | Claire Cowperthwaite | Leila Strachan                                     |
| 44          | 5           | Kimmy and the Beest!                  | Claire Scanlon       | Robert Carlock                                     |
| 45          | 6           | Kimmy Meets an Old Friend!            | Jude Weng            | Nick Bernardone & Tina Fey                         |
| Tweede deel |             |                                       |                      |                                                    |
| 46          | 7           | Kimmy Fights a Fire Monster!          | Jaffar Mahmood       | Lauren Gurganous & Sam Means                       |
| 47          | 8           | Kimmy Is in a Love Square!            | Jeff Richmond        | Dan Rubin & Matt Whitaker                          |
| 48          | 9           | Sliding Van Doors                     | Michael Engler       | Robert Carlock & Sam Means Azie Dungey & Sam Means |
| 49          | 10          | Kimmy Finds a Liar!                   | Maggie Carey         | Grace Edwards & Leila Strachan                     |
| 50          | 11          | Kimmy Is Rich*!                       | Todd Holland         | Meredith Scardino & Evan Waite                     |
| 51          | 12          | Kimmy Says Bye!                       | Beth McCarthy-Miller | Robert Carlock & Tina Fey                          |

## Special (2020)
| Nr. | Titel                                             | Regisseur      | Schrijver(s)                                              |
| --- | ------------------------------------------------- | -------------- | --------------------------------------------------------- |
| 52  | Unbreakable Kimmy Schmidt: Kimmy vs. the Reverend | Claire Scanlon | Robert Carlock & Tina Fey & Sam Means & Meredith Scardino |